# Reíllo (kommunhuvudort)
Reíllo är en kommunhuvudort i Spanien.   Den ligger i provinsen Provincia de Cuenca och regionen Kastilien-La Mancha, i den centrala delen av landet, 170 km öster om huvudstaden Madrid. Reíllo ligger 974 meter över havet och antalet invånare är 118.
Terrängen runt Reíllo är platt västerut, men österut är den kuperad. Reíllo ligger nere i en dal. Runt Reíllo är det mycket glesbefolkat, med 3 invånare per kvadratkilometer. Närmaste större samhälle är Carboneras de Guadazaón, 6,0 km öster om Reíllo. Omgivningarna runt Reíllo är i huvudsak ett öppet busklandskap.